# Cavallo napoletano

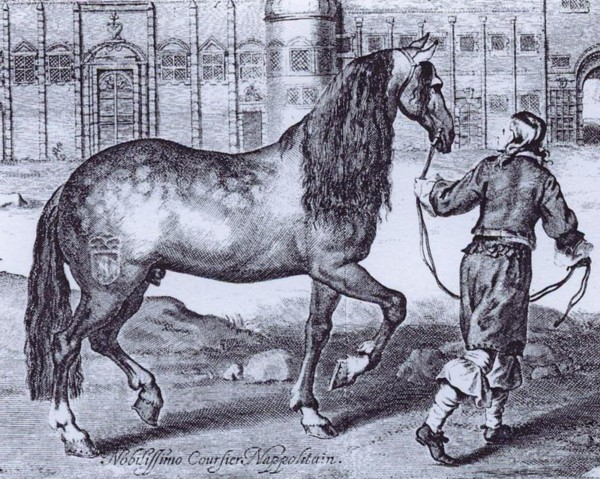
da W. Cavendish of Newcastle, La mèthode nouvelle et invention extraordinaire de dresser les chevaux, Anversa, 1658.

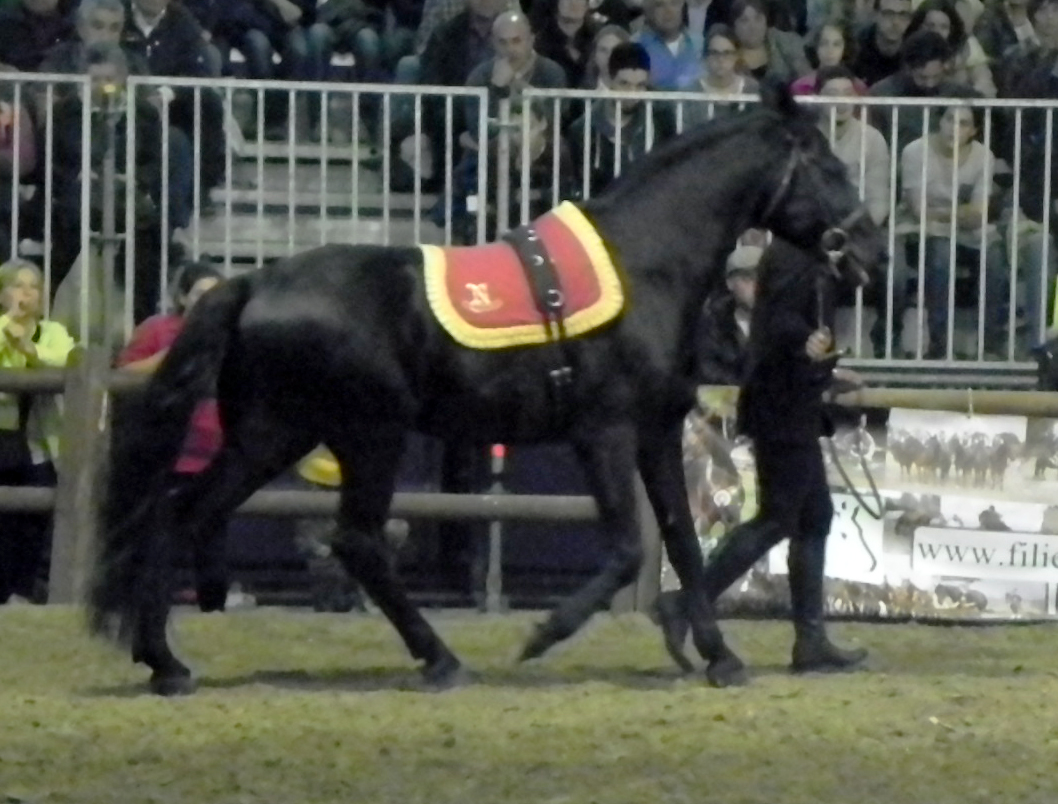
Un cavallo napoletano a Fieracavalli 2014.

Il cavallo napoletano (anche chiamato: neapoletano, napolitano e neapolitano) è una razza equina che ha origine in Campania. Sulla base dello standard di razza, l'altezza minima è di 150 cm al garrese; il mantello può essere baio, morello, sauro bruciato o grigio.